# 滕頃公
滕頃公（？—前491年），姬姓，名结，子爵。是春秋时代諸侯國滕国第24任君主。滕国作为小国，向鲁国朝贡。鲁哀公四年（前491年）秋八月甲寅，滕子结去世。冬十二月，葬滕子，谥号顷公。 
| 前任： 滕悼公 | 滕国君主 前512年─前491年 | 繼任： 滕隱公 |